# Lau Mazirelbrug
De Lau Mazirelbrug (brug 259) is een vaste brug in Amsterdam-Centrum.

## Ligging
De verkeersbrug vormt de verbinding tussen de kade van de Nieuwe Keizersgracht, de Nieuwe Kerkstraat en Roetersstraat vanuit het zuidwesten en de Plantage Kerklaan vanuit het noordoosten. Ze overspant de plek waar de Nieuwe Keizersgracht naar het zuidoosten overgaat in de Plantage Muidergracht. Ongeveer 50 meter zuidelijker ligt de Ben Polakbrug (brug 258) en daartussenin ligt het rijksmonument Dr. Sarphatihuis.
Er ligt hier al minstens twee eeuwen een brug, getuige het kunstwerk van Cornelis de Kruijff. Voorts is er een ontwerp bekend uit 1880, waarin een brug te zien is die een doorlopende verbinding verzorgt tussen de Nieuwe Kerkstraat (dan nog de hoofdroute met daaraan gelegen het armenhuis, later dat Dr. Sarphatihuis) over de Muidergracht. Deze brug werd in 1903 vernieuwd en vermoedelijk wordt de brug dan al in de richting van de Roetersstraat gelegd, want even later verschijnt hier tramlijn 10. In 1915 wordt de brug opnieuw aangepast.  
Die brug komt uit de pen van Jo van der Mey, waarvan nog de uitkragende bruggensteun terug te vinden is. Van der Mey’s ontwerp werd in circa 1924 aangepast door Van der Mey's medewerker en opvolger Piet Kramer. Die maakte er definitief een brug van in de Amsterdamse Schoolstijl van. Toch zijn er verschillen met andere bruggen van Kramer. Hij schreef vaak siersmeedijzeren balustrades voor, maar dit is hier alleen terug te vinden aan de uiteinden bij de landhoofden, midden op de brug is gietijzer toegepast. De brug heeft net als andere bruggen van Kramer beeldhouwwerken. Die kwamen meestal van Hildo Krop, maar bij deze brug zijn de legstenen op de verticaal gemetselde walkanten in de vorm van nijlpaarden en/of krokodillen ontworpen door Adrianus Remiëns. Op de brugpijlers zijn nog beelden van kikkers en vissen te vinden. Ook het jaartal van aanleg is uitgebeiteld in graniet.
De brug is in 1982 vernoemd naar advocate en verzetsstrijdster Lau Mazirel (1907-1974).
In 2017 liggen er nog wel tramsporen, maar deze worden niet meer voor een specifieke dienst gebruikt. Tussen 1904 en 2006 hebben (o.a.) de tramlijnen 6, 7, 10 en 20 over de brug gereden. De tramsporen zijn hier nu nog alleen in gebruik voor omleidingen.

## Afbeeldingen

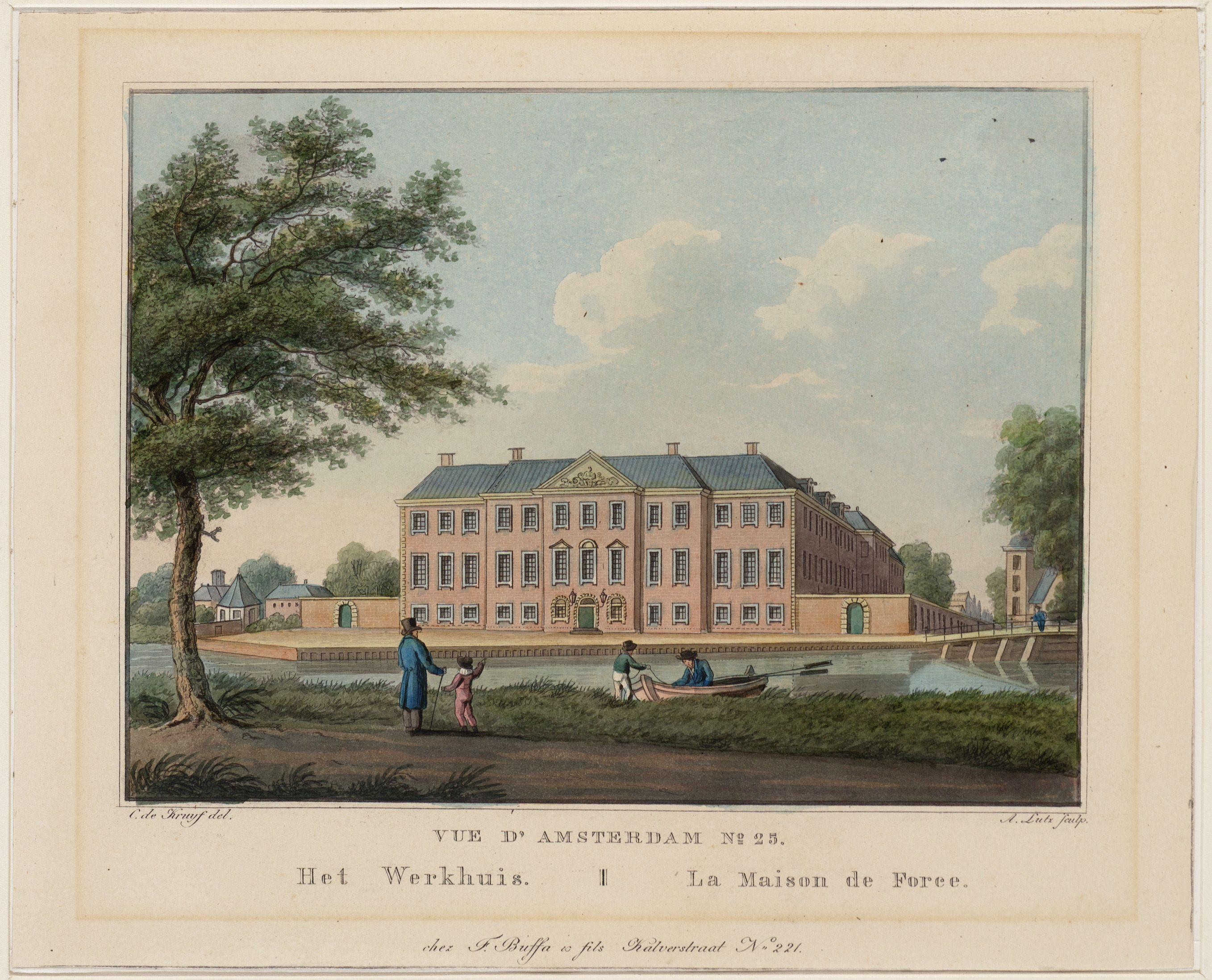
Kunstwerk van Cornelis de Kruijff (1825)
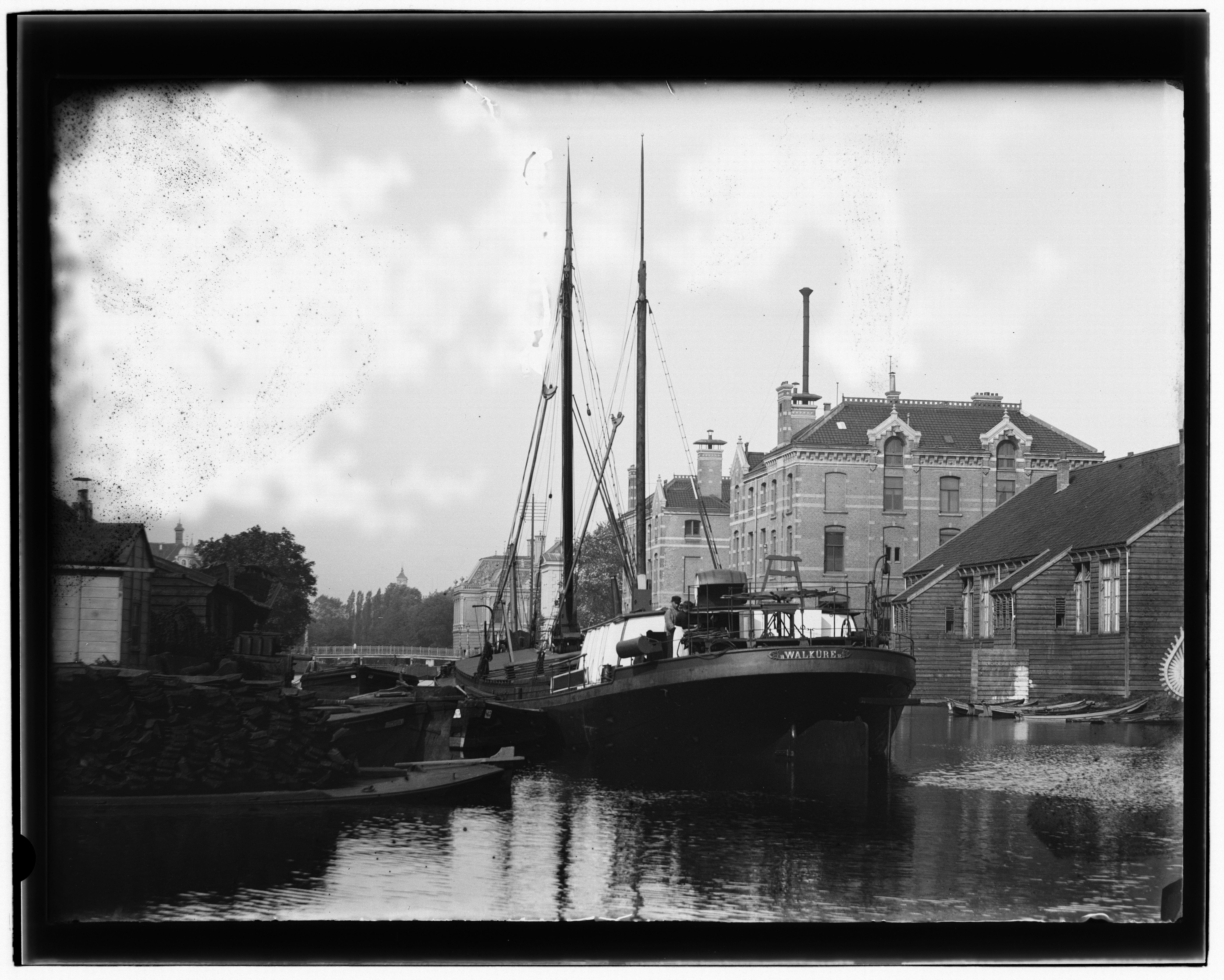
Brug in 1892 gefotografeerd door Jacob Olie
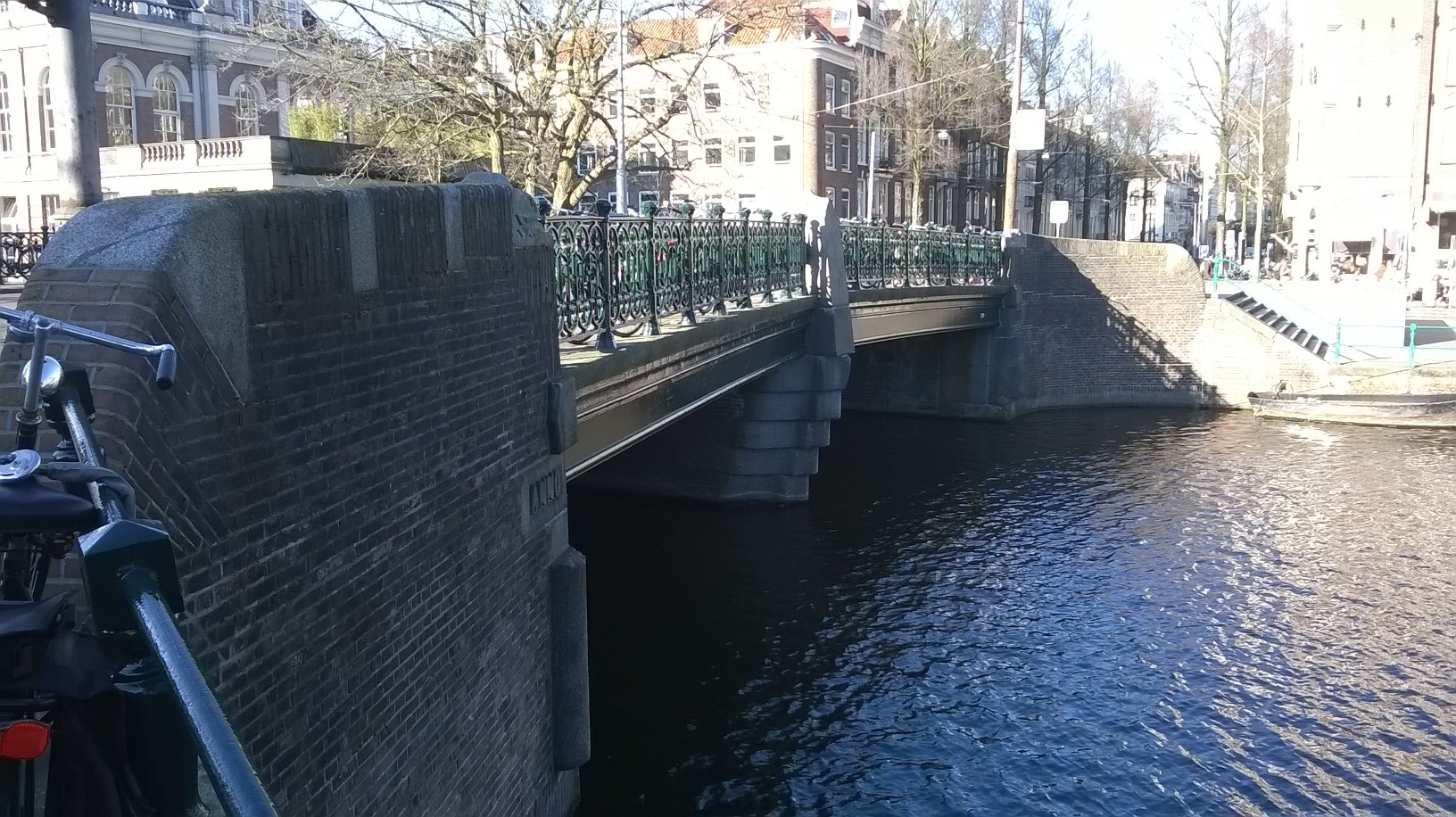
De brugpijler van Van der Mey (foto, 2015)
De Lau Mazirelbrug met gietijzeren leuning (foto, 2006)

<<< · 200 · 201 · 202 · 203 · 204 · 205 · 206 · 207 · 208 · 209 ·  210 · 211 · 212 · 213 · 214 · 215 · 216 · 217 · 218 · 220 · 221 · 222 · 223 · 224 · 225 · 226 · 227 · 228 · 228P · 229 · 230 · 231 · 232 · 233 · 234 · 235 · 236 · 237 · 238 · 239 ·  240 · 241 · 242 · 243 · 244 · 245 · 246 · 247 · 248 · 249 ·  250 · 251 · 252 · 253 · 254 · 255 · 256 · 257 · 258 · 259 · 260 · 261 · 262 · 263 · 264 · 265 · 266 · 267 · 270 · 271 · 272 · 273 · 274 · 275 · 277 · 278 · 279 · 280 · 281 · 283 · 285 · 286 · 287 · 288 · 289 · 290 · 291 · 292 · 293 · 295 · 296 · 297 · 298 · 299 · >>>
Brugnummers 219, 268, 269, 276, 282, 284, 294 zijn niet (meer) in omloop.